# District de Manhiça
Le district de Manhiça est une subdivision administrative de la province de Maputo au nord du Mozambique. En 2007, sa population est de 159 812 habitants.

## Source de la traduction
- (en) Cet article est partiellement ou en totalité issu de l’article de Wikipédia en anglais intitulé « Manhiça District » (voir la liste des auteurs).